# Theo Kirchberg
Theo Kirchberg (* 23. November 1920; † 7. Februar 2014) war ein deutscher Fußballspieler und Trainer. Als Mannschaftskapitän stieg er in der Saison 1950/51 mit Bayer 04 Leverkusen in die erstklassige Oberliga West auf. Als Trainer wurde er mit der „Werkself“ 1968 Westmeister und scheiterte anschließend knapp in der Aufstiegsrunde zur 1. Bundesliga an den Offenbacher Kickers.

## Laufbahn
In der Saison 1948/49 gelang dem Spieler Theo Kirchberg mit seinem Verein VfL Benrath in der Landesliga Niederrhein, Gruppe 2, die Meisterschaft und damit die Qualifizierung zur Saison 1949/50 für die neu geschaffene 2. Liga West. Kirchberg wechselte aber zu Bayer Leverkusen und belegte mit der Mannschaft vom Stadion am Stadtpark in der Debütrunde der 2. Liga West in der Gruppe 1 den fünften Rang. Er hatte dabei alle 30 Ligaspiele für sein neues Team absolviert und neun Tore erzielt. In seinem zweiten Spielerjahr in Leverkusen, 1950/51, errang er unter Trainer Raymond Schwab die Meisterschaft und stieg damit in die Erstklassigkeit der Oberliga West auf. Kirchberg hatte in 28 Ligaspielen 14 Tore erzielt. Von 1951 bis 1956 lief er für Leverkusen in der Oberliga West in 39 Ligaspielen auf und erzielte sieben Tore. Nach dem Abstieg 1956 beendete der Werkssportlehrer der Bayer AG sein Spielerlaufbahn und trainierte die Amateure von Bayer 04.
In der Saison 1964/65 übernahm er im März 1965 von Trainer Fritz Pliska die 1. Mannschaft, welche in der zweitklassigen Fußball-Regionalliga West um den Abstieg kämpfte. Mit dem erreichten 16. Rang und dem Bundesligaaufstieg von Borussia Mönchengladbach gelang der Klassenerhalt. In seinem ersten vollen Trainerjahr in der Regionalliga West, 1965/66, kämpfte er aber auch wieder gegen den Abstieg und kam am Rundenende auf den 14. Rang. Mit Neuzugang Leo Wilden vom 1. FC Köln gelang 1966/67 die Verbesserung auf den 10. Tabellenplatz. Trotzdem war der Gewinn der Meisterschaft in der folgenden Saison 1967/68 nicht vorher zu sehen gewesen. Die Elf von Trainer Kirchberg hatte sich durch Spieler wie Karl-Heinz Brücken, Friedhelm Strzelczyk, Hans Benzler, Peter Rübenach und Willi Haag verstärkt und ging mit 25:9 Punkten als Herbstmeister in die Rückrunde. Am Rundenende war Leverkusen der Überraschungsmeister im Westen und zog in die Bundesligaaufstiegsrunde ein. Gegen die Konkurrenten Arminia Hannover, Kickers Offenbach, TuS Neuendorf und Tennis Borussia Berlin beendete das Kirchberg-Team die Aufstiegsrunde auf dem undankbaren zweiten Platz. Nach der Runde 1971/72 beendete Kirchberg mit einem achten Rang seine Trainertätigkeit bei Bayer in der Regionalliga West.
Nach seinem Tod 2014 äußerte sich Jürgen Gelsdorf im Namen von Bayer 04 Leverkusen zum Wirken Kirchbergs wie folgt: „Er war eine Spieler- und Trainerlegende und ein großartiger Mensch, der sich bis ins hohe Alter für den Verein engagiert hat. Sein Tod berührt uns sehr.“

## Links
- Theo Kirchberg – Unvergessena als Fußballer, Trainer und feiner Mensch: Bericht auf bayer04.de